# Sociedad de Escritores de Chile
Sociedad de Escritores de Chile  (kratica: SECH) je čileanska kulturna ustanova koja okuplja pjesnike, pisce, dramatike i esejiste. Sjedište joj se nalazi u Santiagu, na adresi Almirante Simpson 7.
Utemeljena je 6. studenoga 1931. godine. Prvi joj je predsjednik bio Domingo Melfi Demarco.
Čileanski Hrvat Ramón Díaz Eterović je predsjedavao ovim društvom od 1991. do 1993. godine.
Od 2006. njome predsjeda Reynaldo Lacámara .

## Vanjske poveznice
- Službene stranice